# 第14回バンクーバー映画批評家協会賞
第14回バンクーバー映画批評家協会賞は2013年の映画を対象としており、2013年12月22日にノミネーションが発表され、2014年1月7日に受賞者が発表された。

## 受賞一覧 (国際部門)

### 作品賞
- 『それでも夜は明ける』
  - 『ゼロ・グラビティ』
  - 『インサイド・ルーウィン・デイヴィス 名もなき男の歌』

### 監督賞
- アルフォンソ・キュアロン - 『ゼロ・グラビティ』
  - コーエン兄弟 - 『インサイド・ルーウィン・デイヴィス 名もなき男の歌』
  - スティーヴ・マックイーン - 『それでも夜は明ける』

### 主演男優賞
- オスカー・アイザック - 『インサイド・ルーウィン・デイヴィス 名もなき男の歌』
  - マシュー・マコノヒー - 『ダラス・バイヤーズクラブ』
  - キウェテル・イジョフォー - 『それでも夜は明ける』

### 主演女優賞
- ケイト・ブランシェット - 『ブルージャスミン』
  - サンドラ・ブロック - 『ゼロ・グラビティ』
  - グレタ・ガーウィグ - 『フランシス・ハ』

### 助演男優賞
- ジャレッド・レト - 『ダラス・バイヤーズクラブ』
  - ブラッドリー・クーパー - 『アメリカン・ハッスル』
  - マイケル・ファスベンダー - 『それでも夜は明ける』

### 助演女優賞
- ジェニファー・ローレンス - 『アメリカン・ハッスル』
  - ルピタ・ニョンゴ - 『それでも夜は明ける』
  - ジューン・スキッブ - 『ネブラスカ ふたつの心をつなぐ旅』

### 脚本賞
- コーエン兄弟 - 『インサイド・ルーウィン・デイヴィス 名もなき男の歌』
  - スパイク・ジョーンズ - 『her/世界でひとつの彼女』
  - ジョン・リドリー - 『それでも夜は明ける』

### 外国語映画賞
- 『偽りなき者』 デンマーク
  - 『アデル、ブルーは熱い色』 フランス
  - 『ブランカニエベス』 スペイン

### ドキュメンタリー映画賞
- 『アクト・オブ・キリング』
  - Blackfish
  - ウエスト・オブ・メンフィス 自由への闘い

## 受賞一覧 (カナダ部門)

### カナダ・作品賞
- The Dirties
  - Gabrielle
  - Watermark

### カナダ・監督賞
- ジェフ・バーナビー - Rhymes for Young Ghouls
  - ルイーズ・アルシャンボール - Gabrielle
  - マット・ジョンソン - The Dirties

### カナダ・主演男優賞
- マット・ジョンソン - The Dirties
  - トーマス・ヘイデン・チャーチ - Whitewash
  - トム・ショルテ - The Dick Knost Show

### カナダ・主演女優賞
- ソフィー・デスマレ - Sophie Prefers to Run
  - タチアナ・マスラニー - Picture Day
  - ミシェル・ジロー - Blood Pressure

### カナダ・助演男優賞
- アレクサンドレ・ランドリー - Gabrielle
  - マーク・ラブレシュ - Whitewash
  - オーウェン・ウィリアムス - The Dirties

### カナダ・助演女優賞
- リーゼ・ロイ - 『トム・アット・ザ・ファーム』
  - ロマーヌ・ボーランジェ - 『ヴィクとフロ 熊に会う』
  - ガブリエル・ローズ - The Dick Knost Show

### カナダ・ドキュメンタリー映画賞
- My Prairie Home
  - Oil Sands Karaoke
  - Watermark

### ブリティッシュ・コロンビア映画賞
- Down River
  - Oil Sands Karaoke
  - When I Walk

### 第1回作品賞
- The Dirties
  - Rhymes for Young Ghouls
  - Sarah Prefers to Run